# Can Salvatella
Can Salvatella és un edifici del municipi de Barberà del Vallès (Vallès Occidental) que forma part de l'Inventari del Patrimoni Arquitectònic de Catalunya. Possiblement la construcció sigui anterior a 1550 però el primer document del qual es té constància data del 1583.

## Descripció
És una construcció asimètrica coberta a doble vessant de teula àrab. Té dues plantes amb porta adovellada. A la planta baixa hi ha una finestra a banda i banda de la porta disposades asimètricament respecte a l'eix central. A la primera planta hi ha tres obertures, la central més ampla. La teulada sobresurt de la façana. La masia dona a un pati per on es distribueixen les dependències, estables, etc. Tota ella està molt reformada i el pati està cimentat. L'arrebossat actual no deixa veure el material de construcció original.